# トリルミナス

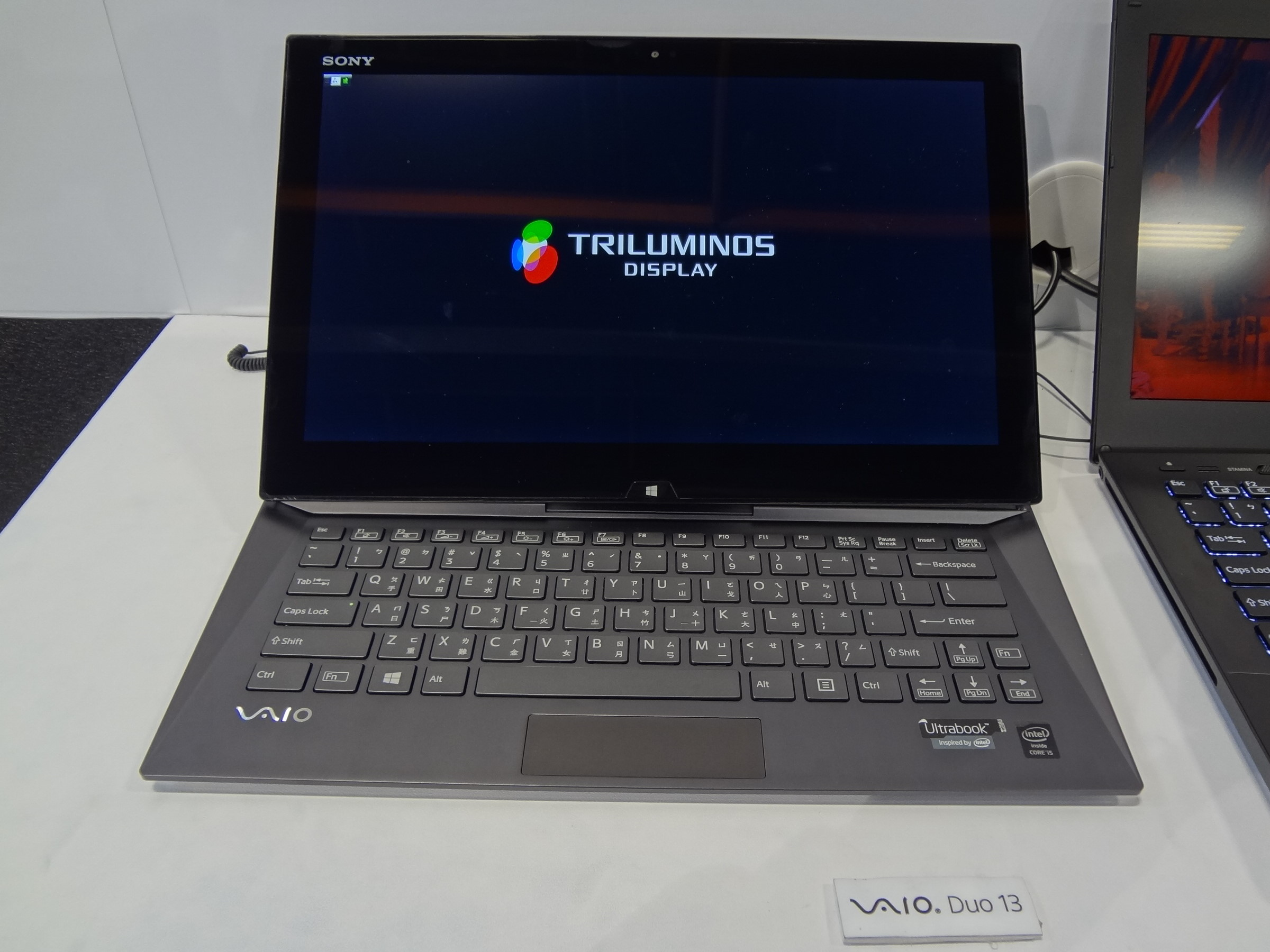
TRILUMINOS Display for mobile搭載のパーソナルコンピュータ・VAIO Duo 13

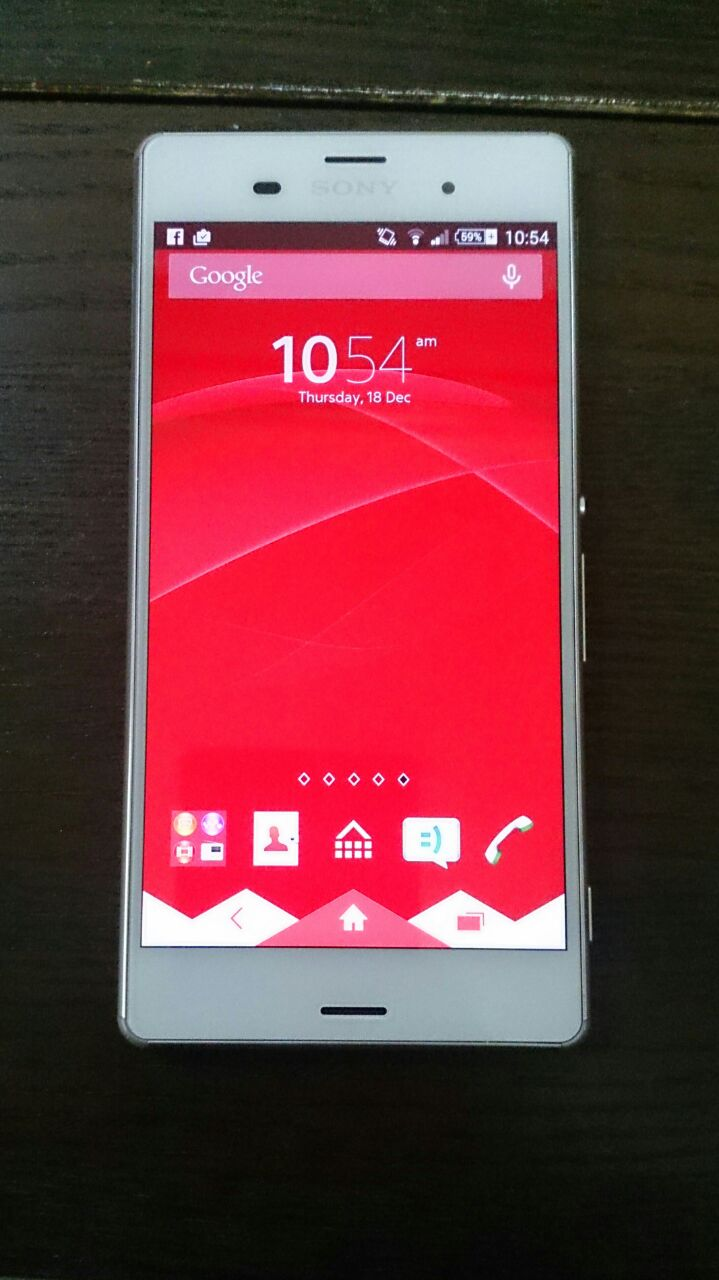
TRILUMINOS Display for mobile搭載のスマートフォン・Xperia Z3

TRILUMINOS（トリルミナス）は、映像の色の再現領域（色域）の拡大に対応したソニーの製品やサービスに用いられている呼称。

## 概要
TRILUMINOSは、もともと2004年に発売されたソニー製の液晶テレビ「QUALIA 005」(KDX-46Q005/KDX-40Q005)などに採用された広色域の再現が可能なLEDバックライトシステムの技術呼称として用いられていた。2013年からは単色LEDのバックライトに量子ドットを用いて高純度の三原色を獲得する技術を採用。「広色域の再現」の理念を継承しつつ、より自然で色彩豊かな映像体験を提供する幅広い製品やサービスにTRILUMINOSの呼称が用いられている。
これらの広色域に対応した機器やサービスを用いることによって、繊細な色彩の違いが表現され、再現が困難な鮮やかな赤い花の色や青緑色の海の色、人の肌のような中間色も、色彩豊かな映像で再現される。

## 特徴
TRILUMINOSは対応機器の機能により以下の3つの名称に分類される。
- TRILUMINOS Display（トリルミナスディスプレイ）
  - 広色域での静止画と動画の表示が可能な液晶テレビ「ブラビア」やビデオプロジェクターなどの映像表示機器に用いられている。

- TRILUMINOS Color（トリルミナスカラー）
  - 広色域での静止画と動画の撮影や記録、再生、伝送が可能なカメラ・ビデオ・オーディオ機器やサービスなどに幅広く用いられている。

- TRILUMINOS Display for mobile（トリルミナスディスプレイ フォー モバイル）
  - 広色域での静止画と動画の表示が可能なスマートフォン「Xperia」やデジタルオーディオプレーヤー「ウォークマン」、ノートPC「VAIO」(現VAIO社製品)といったモバイル機器に用いられている。

「TRILUMINOS Display」と「TRILUMINOS Color」対応の機器やサービスは拡張色空間に対応しており、静止画はAdobe RGBとsYCC、動画はxvYCC(x.v.Color)の標準規格に準拠している。

### 静止画・動画

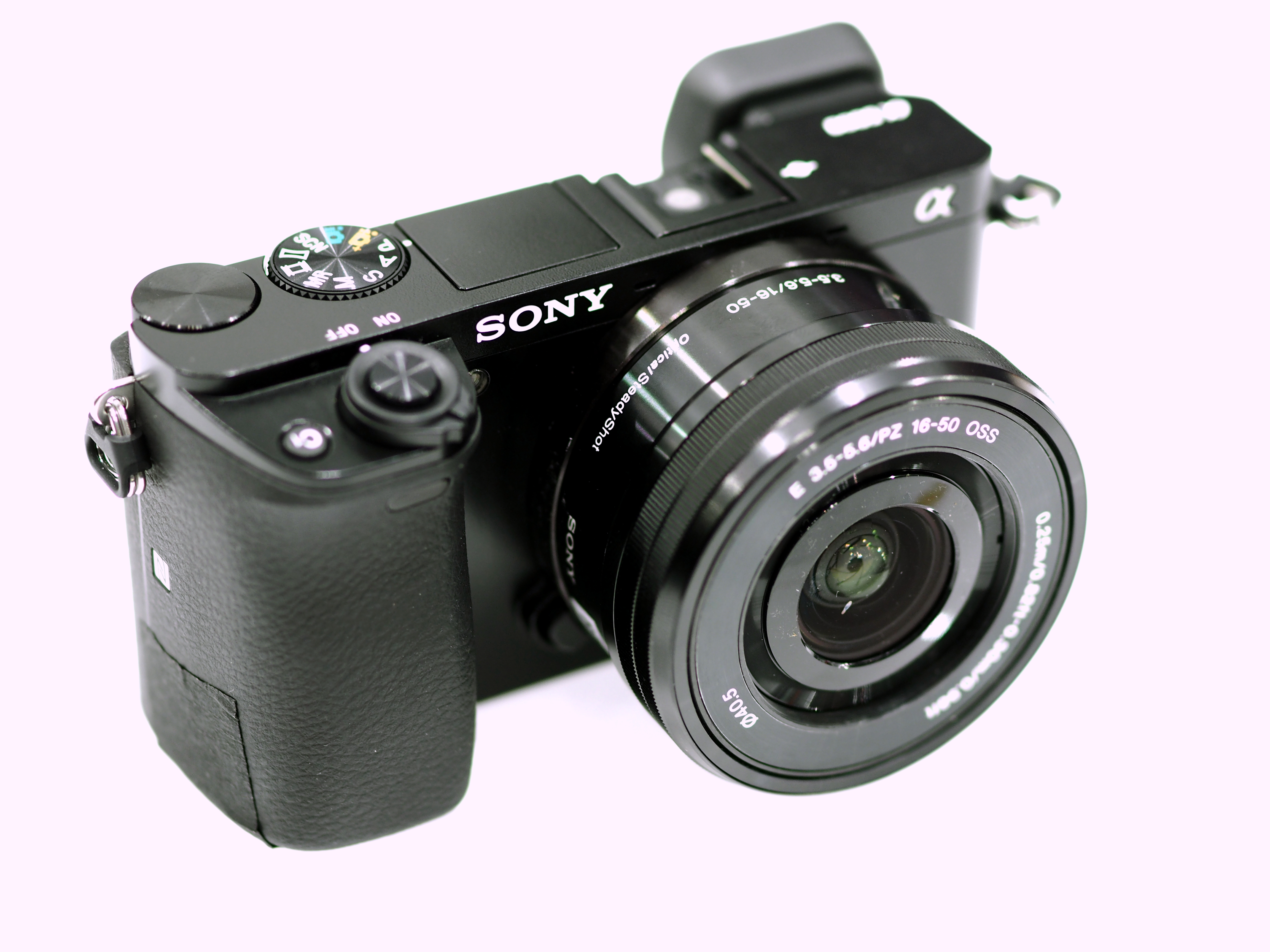
TRILUMINOS Color対応のミラーレス一眼カメラ・α6000

「TRILUMINOS Color」対応のデジタルスチルカメラ「サイバーショット」やデジタル一眼カメラ「α(アルファ)」、デジタルビデオカメラ「ハンディカム」で撮影することで、人の目で見た色により近い広色域での静止画と動画の記録が行われる。
これらのカメラ機器を「TRILUMINOS Display」対応の液晶テレビ「ブラビア」に直接接続して再生することによって、もしくは撮影したその映像をソニーの写真・動画インターネットクラウドサービスの「PlayMemories Online」にアップロードして「TRILUMINOS Display」対応の「ブラビア」などで再生することによって、被写体の持つ豊かで自然な色彩と質感がより忠実に再現される。

### 映画
ソニー・ピクチャーズ エンタテインメントの「Mastered in 4K」ブルーレイソフトは、マスターに4K解像度の高画質映像を使用し高ビットレート(低圧縮)のフルハイビジョン映像で収録されているのに加え、従来のブルーレイソフトではカットされている広色域情報も保持・収録されている。
この「Mastered in 4K」ブルーレイソフトを、「TRILUMINOS Color」または従来の動画広色域「x.v.Color」対応のブルーレイディスクレコーダーやブルーレイディスクプレーヤー、「PlayStation 3」、「PlayStation 4」で再生して、「TRILUMINOS Display」対応の液晶テレビ「ブラビア」やビデオプロジェクターで表示することによって、映画のオリジナルマスターの鮮やかな色彩がより忠実に再現される。